# Dusona bellipes
Dusona bellipes là một loài tò vò trong họ Ichneumonidae.